# Calonge (Baleares)

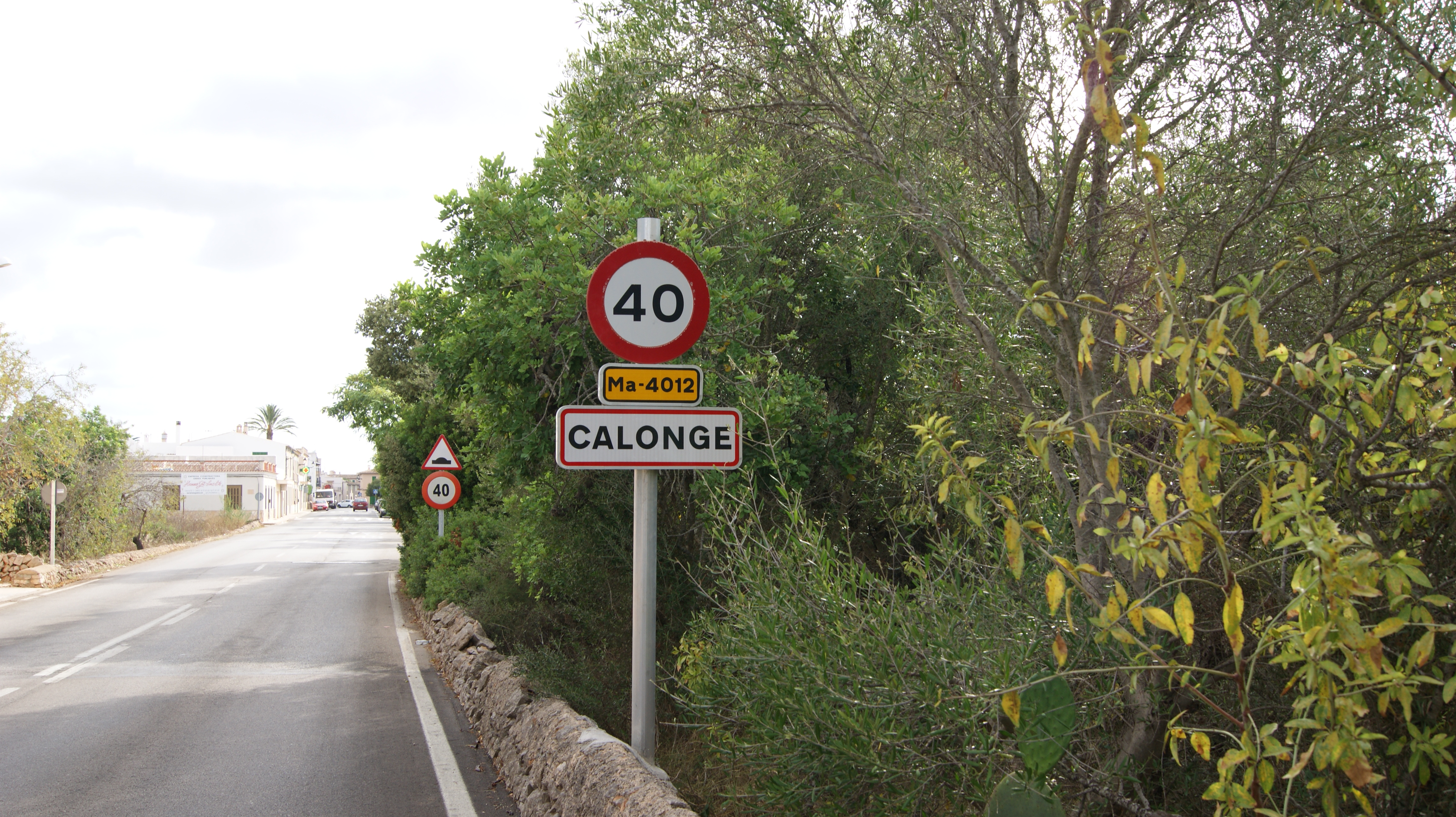
Entrada de Calonge desde Alquería Blanca

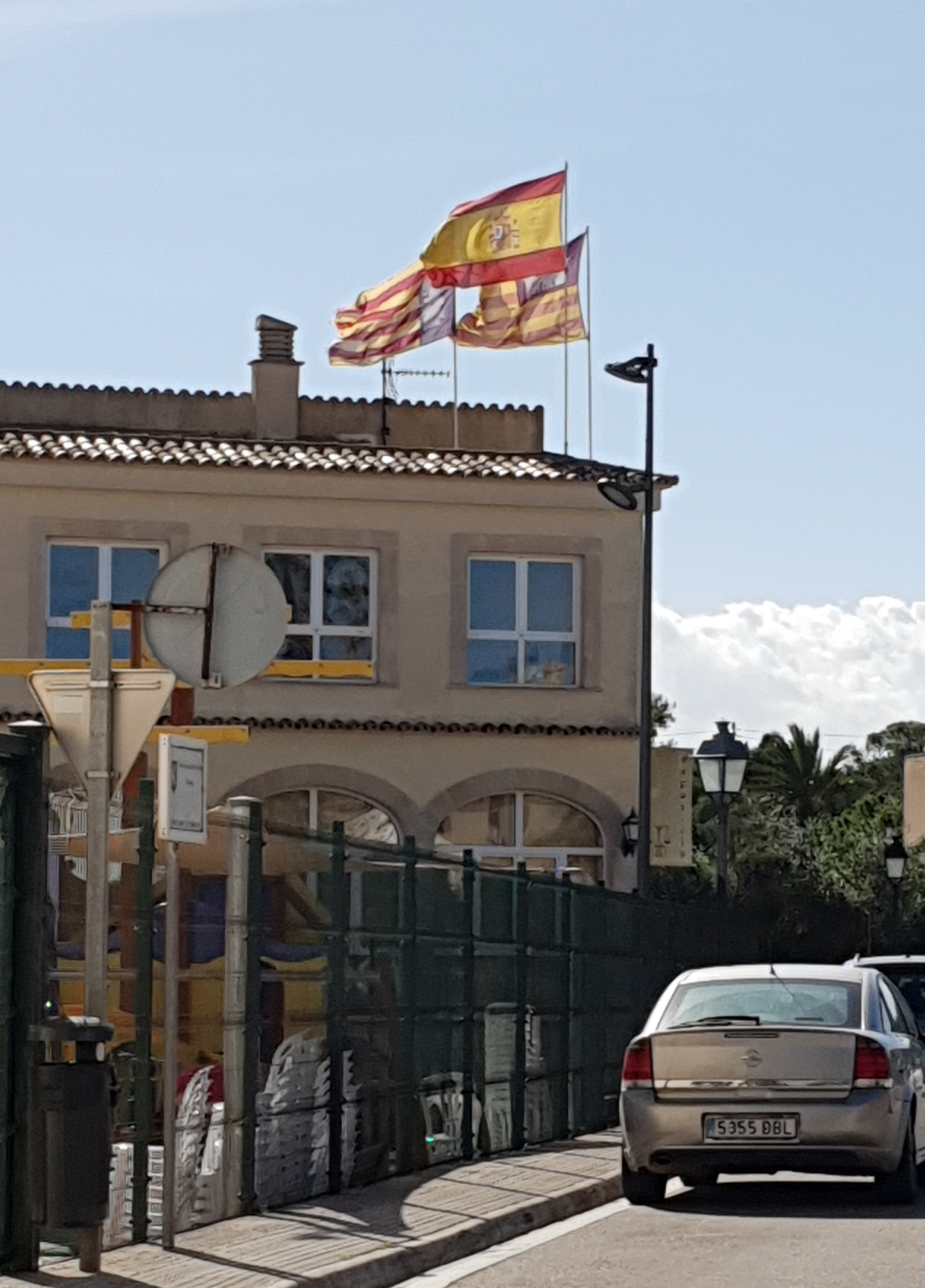
Colegio de Calonge

Calonge es una localidad y pedanía española perteneciente al municipio de Santañí, en la parte suroriental de Mallorca, comunidad autónoma de las Islas Baleares. Cerca de esta localidad se encuentran los núcleos de s'Horta, Cala d'Or, Alquería Blanca, Porto Colom y es Carritxó.

## Toponimia
El origen del topónimo de Calonge se cree que podría proceder de Gilaberto de Cruillas, señor de la villa del mismo nombre en la provincia de Gerona, noble destacado que participó en la conquista de Mallorca en 1229.
En 1236 aparece en los registros históricos bajo el nombre de "Alqueria Coloia".

## Historia
Calonge está documentado desde el siglo XIII, cuando el pueblo era propiedad de la familia Valentín de las Torres, entre los que se encontraba Bartolomé Valentín, canónigo de la Catedral de Palma. Entre su patrimonio cabe destacar su iglesia neorrománica de principios del siglo XX y que fue proyectada por el padre Antonio María Alcover y bendecida en 1909 por el obispo Campins.

## Demografía
Según el Instituto Nacional de Estadística de España, en el año 2024 Calonge contaba con 996 habitantes censados, lo que representa el 7,73% de la población total del municipio.

### Evolución de la población
| Gráfica de evolución demográfica de Calonge entre 2014 y 2024 |
|                                                               |
| Datos según el nomenclátor publicado por el INE.              |

## Comunicaciones

### Carreteras
Las principales vías de comunicación que transcurren por esta localidad son:
| Identificador | Denominación                     | Itinerario                    |
| ------------- | -------------------------------- | ----------------------------- |
| Ma-4012       | De Alquería Blanca a Porto Colom | Alquería Blanca - Porto Colom |
| Ma-4013       | De Calonge a Cala d'Or           | Calonge - Cala d'Or           |
| Ma-4016       | Carretera del Carritxó           | es Carritxó - Calonge         |

Algunas distancias entre Calonge y otras ciudades:
| Ciudades          | Distancia (km) |
| ----------------- | -------------- |
| Santañí           | 9              |
| Manacor           | 24             |
| Palma de Mallorca | 59             |

## Servicios públicos

### Sanidad
Calonge pertenece a la zona básica de salud de Santañí, en el sector sanitario de Levante. La pedanía cuenta con una Unidad Básica de Salud (UBS) situada en la calle de la Romaguera, s/n, que fue inaugurada en diciembre de 2020.

### Educación
El único centro educativo que hay en la localidad es:
| Denominación Genérica                    | Nombre del Centro | Naturaleza | Dirección                |
| ---------------------------------------- | ----------------- | ---------- | ------------------------ |
| Colegio de Educación Infantil y Primaria | CEIP "Calonge"    | Público    | Plaza de San Miguel, s/n |

## Calonginos célebres
- Miguel Adrover (1965), diseñador de moda.